# Оутокумпу
О́утокумпу (фин. Outokumpu) — город и муниципалитет в Финляндии, в провинции Северная Карелия. Население муниципалитета составляет 6 716 человек (1 декабря 2019 года), а площадь 584,12 км², из которых 138,25 км² занимает водная поверхность. Плотность населения — 15,06 жителей на квадратный километр. Официальный язык — финский.
В городском районе Парталанмяки (фин. Partalanmäki) находится православная церковь Святого Духа, построенная в 1954 году.

## История
Основан в 1865 году. До 1956 года муниципалитет носил название Куусиярви (фин. Kuusjärvi), после чего посёлок был переименован в Оутокумпу. В 1968 году Оутокумпу получил статус посёлка городского типа (kauppala). Статус города получил в 1977 году.
В 1910 году в муниципалитете Куусиярви на холме Оутокумпу (буквально — «странный холм») найдено богатое месторождение медной руды. Несколько лет спустя после открытия месторождения началось производство меди на медеплавильном заводе рядом с рудником, сначала компанией, принадлежащей государству совместно с частными лицами, а затем полностью предприятием, находящемся в полной собственности государства. В 1932 году для разработки месторождения была основана компания Outokumpu, первоначально контролируемая государством. В 1982 году основан музей Старой шахты Оутокумпу, который входит в международный туристский маршрут Голубая дорога, связывающий Норвегию, Швецию, Финляндию и Россию.

## Города-побратимы
- Кохтла-Ярве, Эстония[6]
- Шёнинген, Германия

В Кохтла-Ярве на улице Оутокумпу в 1982 году был установлен памятник, посвящённый дружбе Кохтла-Ярве и Оутокумпу. Автором монумента является эстонский скульптор Рафаэль Арутюньян.

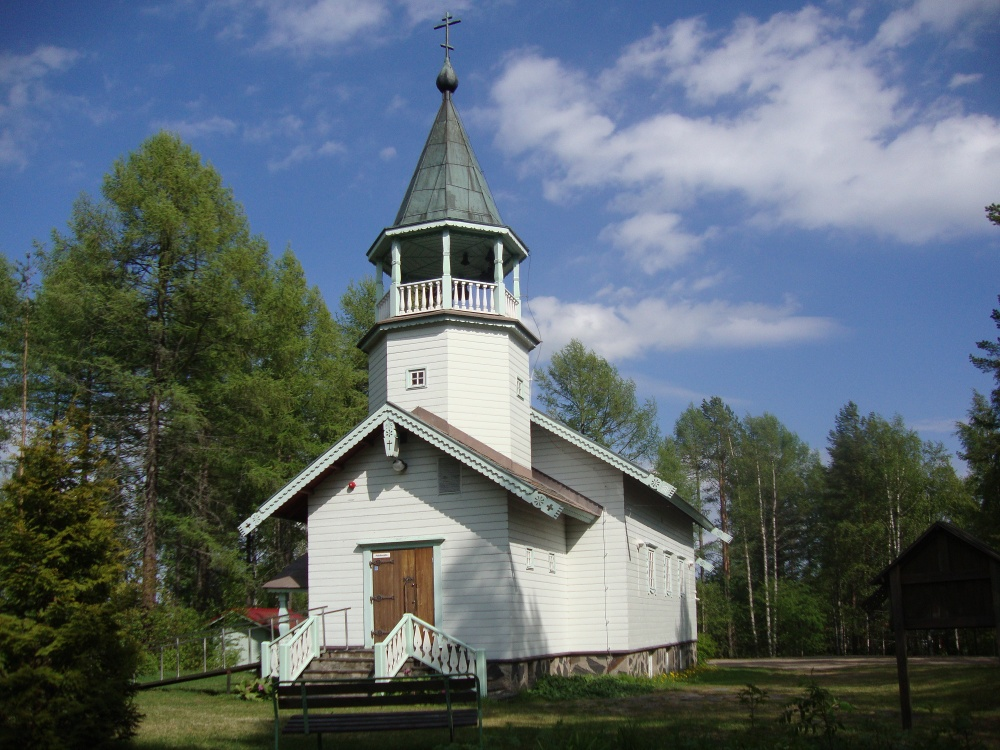
Церковь Святого Духа (Оутокумпу)
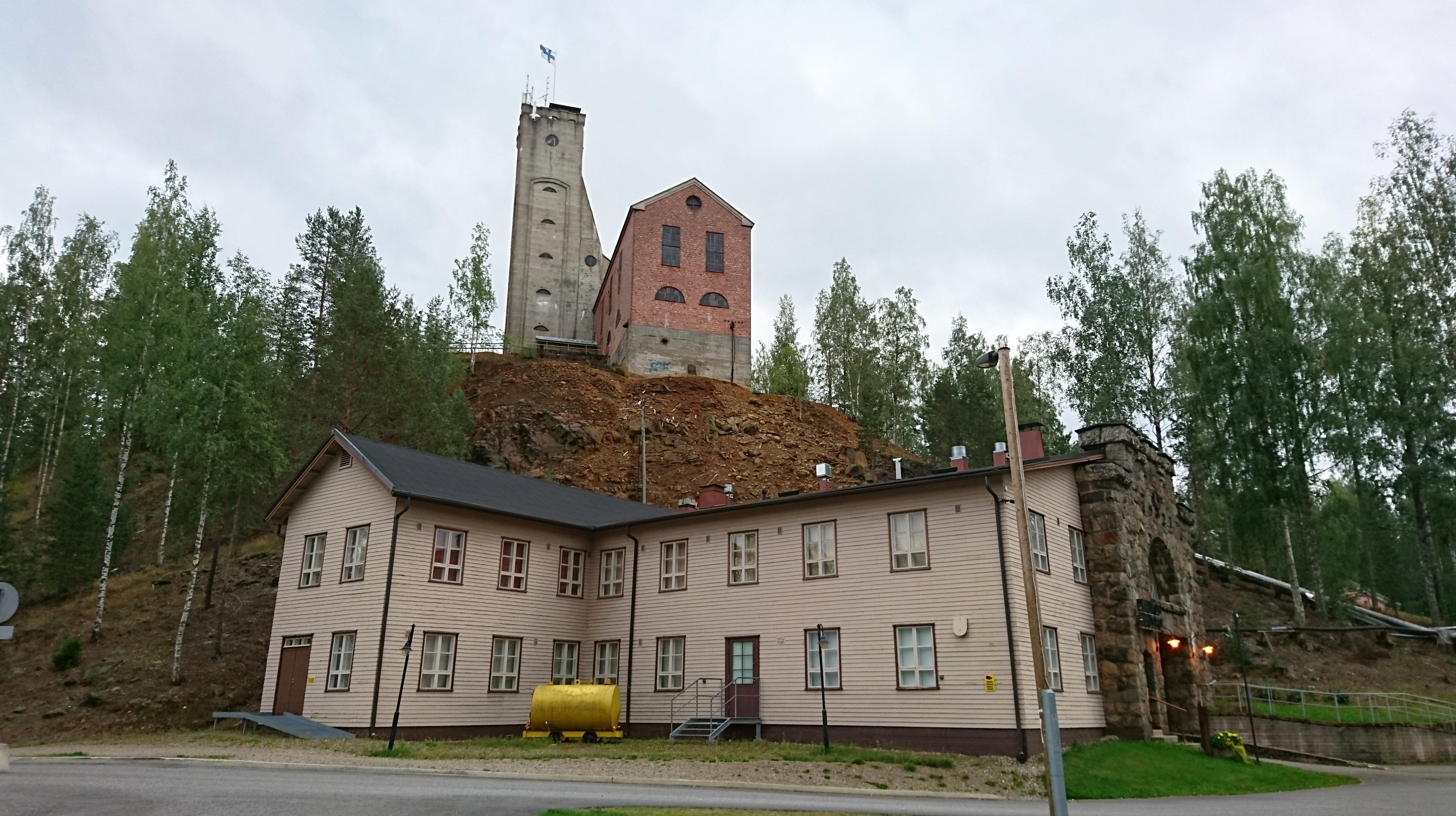
Музей шахты Оутокумпу